# Institut national des technologies de l'information et des télécommunications
L'Institut national des technologies de l'information et des télécommunications ou NICT (acronyme de l'anglais National Institute of Information and Communications Technology) est le centre de recherche japonais institutionnel consacré à la recherche et au développement dans le domaine des technologies de l'information et de la communication.  

## Historique
Le NICT est créé en 2004 avec le statut d'institution administrative indépendante par fusion du Laboratoire de recherche des télécommunications  (fondé en 1896) avec l'Organisation pour l'avancement des télécommunications.

## Activité
Le NICT mène de manière prioritaire des actions de recherche et de développement dans cinq domaines :
- Les technologies avancées dans le domaine des ondes électromagnétiques. Les sujets de recherche portent sur la propagation des ondes électromagnétiques (radar à synthèse d'ouverture aéroporté Pi-SAR X3, mise au point d'équipement de mesure de profil de vent, étude de la propagation dans les couches supérieures de l'atmosphère), vérification des installations radio du pays, diffusion du temps standard, recherche sur les éléments optiques holographiques[3].
- Les technologies de réseau
- La sécurité informatique
- Les systèmes de communications universelles
- La recherche fondamentale (long terme) dans le domaine des télécommunications et des sciences de l'information.

L'institut soutient par ailleurs la recherche et le développement transverse et stratégique dans les domaines suivants : 
- Les technologies qui doivent succéder à la 5G
- Les intelligences artificielles
- L'informatique quantique
- La sécurité informatique

## Organisation
Le NICT a le statut d'institution administrative indépendante. Elle est rattachée au Ministère des Affaires intérieures et des Communications. Le centre de recherche, dont le siège est à Tokyo, dispose d'instituts de recherche dans plusieurs villes du Japon (Sendai, Hokuriku, Fukushima, Ibaraki, Kanagawa, Kyoto, Osaka, Hyogo, Fukuoka, Okinawa)  ainsi que de trois antennes à l'étranger (Washington, Bangkok et Paris). Courant 2022 le NICT emploie 1295 personnes. Son budget en 2021 était de 95,51 milliards yens (607 millions euros) dont 53,38 milliards de yens de subvention

### Sources
- (en) NICT, NICT Report 2023, 2023, 68 p. (lire en ligne)  — Rapport annuel du NICT de 2023 dont 339 millions yens de subvention.